# Peter IV. Bolgarski
Peter IV. (bolgarsko Теодор-Петър, Teodor-Petăr,  Петър IV, Petăr IV  ali  (običajno, vendar nenatančno) Петър II, Petăr II) je bil bolgarski cesar (car) ki je vladal od leta 1185 do 1197. Z bratom Ivanom Asenom I. sta po skoraj 170 letih bizantinske dominacije ustanovila Drugo bolgarsko cesarstvo, * ni znano, † 1197, Tărnovo.

## Ime
Peter IV. se je pred kronanjem leta 1185 imenoval Teodor (Todor). Sprememba imena kaže na poskus povezovanja s Petrom I. Bolgarskim, ki je bil po smrti razglašen za svetnika. Petrovo ime sta pred Teodorjem privzela že vodja upora proti Bizantincem leta 1040 in 1072. V nekaterih virih se pojavljata tudi različici Slavopetăr (slavni Peter) in Kalopetăr (dobri Peter).

## Vodja revolucije
Leta 1185 sta se Teodor in njegov mlajši brat Ivan Asen v Kipseli pojavila pred bizantinskim cesarjem Izakom II. Angelom  z zahtevo  po pronoji. Cesar je omalovaževalno odbil njuno zahtevo in Asenu prisolil klofuto. Ogorčena brata sta se vrnila domov v Mezijo in izkoristila nezadovoljstvo prebivalstva zaradi visokih davkov, ki jih je uvedel bizantinski cesar za financiranje svojega vojnega pohoda proti Viljemu II. Sicilskemu in svoje poroke z Margareto Ogrsko, in dvignila upor proti bizantinski oblasti.
Upornikom ni uspelo takoj zasesti bolgarske zgodovinske prestolnice Preslav, zato so ustanovili novo prestolnico v Tărnovem, domnevnemu središču upora. Leta 1186 je Izak II. Angel porazil upornike, vendar ni izkoristil svoje zmage. Zadovoljil se je s Petrovo izjavo o lojalnosti in se vrnil v Konstantinopel. Peter IV. in Ivan Asen sta s pomočjo Kumanov, ki so živeli severno od Donave, utrdila svojo oblast in preko Stare planine (Balkan) vdrla v Trakijo. Naslednje leto je Izak II. Angel ponovno napadel Mezijo, vendar mu ni uspelo osvojiti niti Tărnovega niti  Loveča in je nazadnje s podpisom mirovne pogodbe de facto priznal Drugo bolgarsko cesarstvo.

## Bolgarski car
Ko so se med tretjim križarskim pohodom odnosi med Izakom II. Angelom in svetim rimskim cesarjem Friderikom I. zaostrili, sta Peter IV. in Ivan Asen leta 1189 v Nišu Frideriku ponudila vojaško pomoč.  Spori med Izakom in Friderikom so se kmalu zgladili in bolgarska ponudba se ni uresničila. Leta 1190 je Izaku II. Angelu uspelo ponovno prodreti do Tărnovega, zaradi bližajočih se kumanskih okrepitev s severa pa se je moral umakniti. Med umikom je na prelazu preko Stare planine je padel v zasedo Ivana Asena in se komaj rešil. Večino vojske in zakladnico je izgubil.
Zmaga nad Bizantinci je Ivanu Asenu prinesla slavo in Peter IV. ga je domnevno že leta 1189 kronal za svojega sovladarja.  Prepustil mu je Tărnovo in pohode proti Bizantincem in se brez abdikacije umaknil  v Preslav.  Po umoru Ivana Asena I. leta 1196 je napadel Tărnovo,  oblegal morilca Ivanka in ga prisilil na beg v Konstantinopel. Približno leto kasneje so umorili tudi Petra IV.. Nasledil ga je mlajši brat Ivan z vzdevkom Kalojan ali Ivanica, ki se mu je na prestolu pridružil že leta 1196. 

## Vir
- John V. A. Fine, ml.. The Late Medieval Balkans, Ann Arbor, 1987.

| Peter IV. Bolgarski Dinastija Asen Rojen: ni znano Umrl: 1197 |                         |                                    |
| Vladarski nazivi                                              |                         |                                    |
| Predhodnik: Ivan Asen I.                                      | Bolgarski car 1185–1197 | Naslednik: Ivan Asen I. in Kalojan |

1. ↑  http://genealogy.euweb.cz/balkan/balkan9.html